# Dringue Farías
Juan Manuel Farías Torterolo (Buenos Aires, Argentina, 12 de marzo de 1914 - Buenos Aires, Argentina, 26 de febrero de 1980), más conocido como Dringue Farías, fue un actor y humorista argentino, que tuvo gran reconocimiento en teatro de revistas.

## Biografía
Sus padres fueron los actores Juan Farías y Blanca Torterolo. Inició su carrera en el circo y luego, integró una compañía teatral que realizaba espectáculos infantiles junto a sus cuatro hermanos. Tiempo después participó de espectáculos musicales y después pasó al teatro de revistas, donde se destacó y compartió cartel con otras figuras del momento integrando las compañías de Olinda Bozán y la que dirigían Enrique Muiño y Elías Alippi (Muiño-Alippi).
Incursionó en el cine mudo en 1925, debutando en El Caballero de la Rambla, de Francisco Pablo Donadío. Con la llegada del cine sonoro en Argentina, participó en La Barra Mendocina, con Alita Román y Marcelo Ruggero y El viejo Doctor, donde cumplió pequeños papeles a mediados de los años 1930. Durante la década de 1940 acompañó a Susana Canales, Enrique Serrano, Tito Gómez, entre otros en películas como Lucrecia Borgia, El barco sale a las 10, La Locura de Don Juan, donde compuso a Poroto, etc. En 1945, sin figurar en los créditos, participó en La Cabalgata del Circo, acompañando a Libertad Lamarque en un cuadro musical.
A fines de los 40 y principios de los 50 entonces se vivía la edad de oro del cine argentino, actuando en grandes producciones, en 1947 junto a cientos de actores y artistas firma una solicitada en apoyo del candidato Juan Domingo Perón en las elecciones de dicho año, motivo por el que en 1955 sería perseguido debiendo abandonar por algunos años la pantalla grande tras el golpe de Estado de 1955.
A comienzos de 1950 fue secretario de la Subcomisión de la Asuntos Gremiales de la Asociación Argentina de Actores.
En 1953 interpretó a Carlos en el filme Intermezzo criminal dirigida por Luis José Moglia Barth, y en 1954 protagonizó con Carlos Castro (apodado Castrito) la fallida Dringue, Castrito y la Lámpara de Aladino. Fue pionero de la televisión argentina, interviniendo en ésta casi desde sus comienzos, como la comedia Caras y Morisquetas, con guiones de Landrú y la participación de Tato Bores. En 1960 se lució con su personaje del vagabundo Filemón Anchorena de Yo quiero vivir contigo, de Carlos Rinaldi, al igual que en La pérgola de las flores, de Román Viñoly Barreto, por la que obtuvo un premio como Mejor Actor otorgado por la Asociación de Cronistas Cinematográficos de la Argentina. En esta década también se destacó en TV, actuando en La Familia Gesa se divierte, donde hacía comentarios políticos al lado del actor Carlos Fioriti, además interpretó el personaje de Coletti Press, que fue un verdadero suceso, al igual que su programa La Revista de Dringue, por Canal 13, que se mantuvo varias temporadas. A su vez incursionó en otros ciclos: Show Rambler y La Historia de Celia Pirán, con un gran elenco de artistas.
En teatro tuvo una gran carrera, destacándose su labor en la revista, donde formó dúo con el ya mencionado Carlos Castro haciendo imitaciones de personalidades famosas. Entre las obras en que participó se encuentran Coca Cola en marcha, La pérgola de las flores, que fue llevada al cine y My Fair Lady, donde encarnó al difícil personaje de Doolitle. A partir de los años 1970 y luego de incursionar en filmes de poco éxito, su trabajo cinematográfico comenzó a hacerse más escaso, a pesar de que en Juan que reía, su última película dirigido por Carlos Galettini, realizó uno de sus mejores labores componiendo a Benito Bevilacqua.
Falleció a los 66 años a las 8.10 del día 26 de febrero de 1980 en Buenos Aires, víctima de un infarto cardíaco. Su hermana, Cora Farías, fue actriz y vedette.

## Filmografía
- Juan que reía (1976)
- El caradura y la millonaria (1971)
- Somos los mejores (1968)
- Chúmbale (inconclusa - 1968)
- Necesito una madre (1966)
- La gran felicidad (no estrenada comercialmente - 1966)
- Villa Delicia, playa de estacionamiento, música ambiental (1965)
- La pérgola de las flores (1965) (1º Premio a la mejor película argentina de 1965 )
- Yo quiero vivir contigo (1960)
- Dringue, Castrito y la lámpara de Aladino (1954)
- Intermezzo criminal (1953)
- Buenos Aires a la vista (1950)
- La locura de don Juan (1948)
- El barco sale a las diez (1948)
- Lucrecia Borgia (1947)
- La mujer y el jockey (1939)
- El viejo doctor (1939)
- La barra mendocina (1935)
- El alma del bandoneón (1935)
- El caballero de la rambla (1925)